# Geometrie van stereofoto's
Dit artikel geeft een overzicht van de geometrie van stereofoto's.

## Indeling van een stereotekening of -foto

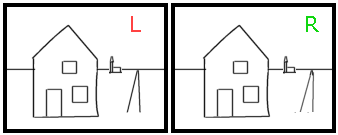
Afb 1

In afbeelding 1 ziet u een eenvoudige stereotekening. Ter verduidelijking hebben we er een rode L en een groene R op getekend, maar in een echte stereoafbeelding zal men dergelijke verstorende elementen achterwege laten.
Op het eerste gezicht zijn het twee identieke plaatjes, maar bij nauwkeurig beschouwen zijn er verschillen. Meet u de separatie (zo noemen we de afstand tussen twee onderdelen van een stereofoto) tussen de identieke objecten, dan ziet u dat de twee huisjes wat dichter bij elkaar staan dan de twee kerktorens op de achtergrond. Hoe verder iets verwijderd is, hoe groter ook de separatie op de twee stereobeeldjes. Door deze kleine verschillen zien we diepte als we de tekening op de juiste manier bekijken.

## Schijnraam
Nu is er nóg een object op de tekening. Het is een object dat bij gewone foto's nauwelijks wordt opgemerkt, maar dat bij stereo belangrijk is. Het is het schijnraam, het kader om de tekening. In een goede stereofoto bevindt het schijnraam zich op een korte afstand, dichterbij dan de objecten die op de foto staan. Zou het schijnraam zich verder weg bevinden, dan zouden sommige objecten door het schijnraam worden afgesneden, en dat geeft een lelijk effect. De separatie van het schijnraam behoort dus niet groter te zijn dan de separatie van de objecten in de voorgrond.

## Diepte van het tafereel
Meestal zijn er ook objecten die zich in het oneindige bevinden, dat wil zeggen, zo ver weg dat er geen verschil in afstand meer te zien is met andere zeer ver weg gelegen objecten.
Het hele tafereel bevindt zich dus twee uitersten: het schijnraam aan de ene kant en het oneindige aan de andere kant.

## Camera

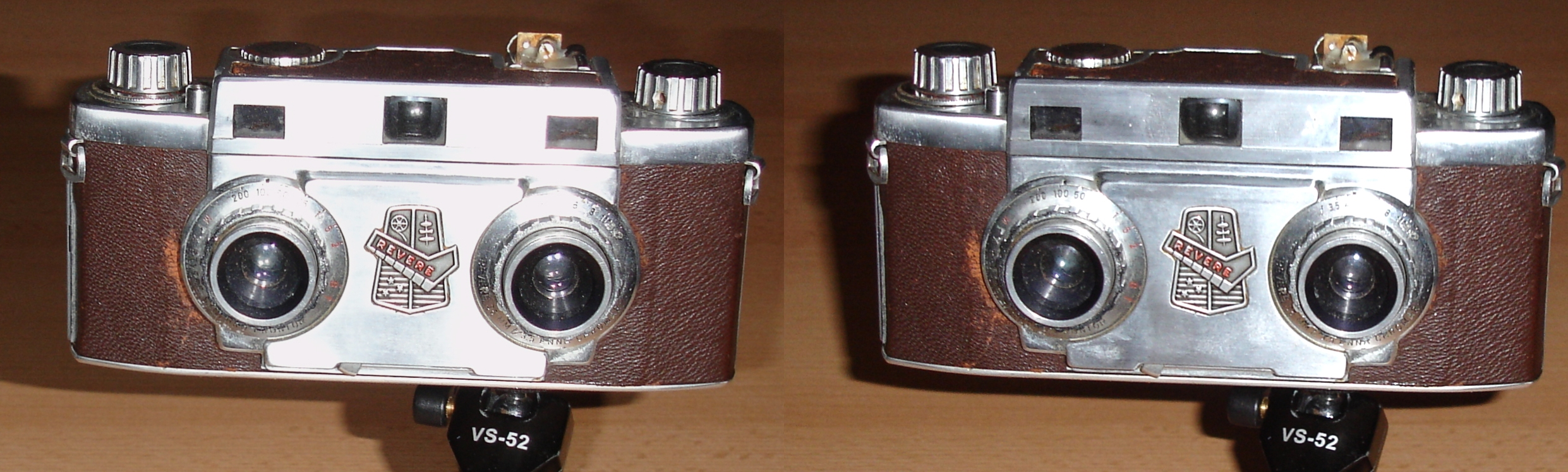
Stereofoto van een stereocamera

We zien hier al een probleem met het maken van een stereofoto met twee identieke camera's. Monteert men de camera's goed evenwijdig aan elkaar (wat noodzakelijk is om trapeziumvervorming te voorkomen), dan zal de separatie van de oneindigpunten gelijk zijn aan de separatie van het schijnraam.

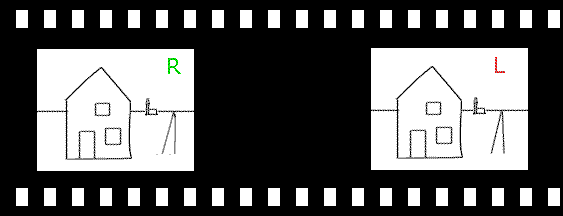
Afb 2

Zoals bijna elke camera, zal ook een stereocamera de beelden omgekeerd op de filmstrook afbeelden. Bij een monocamera is dat nauwelijks interessant: men hoeft de filmstrook alleen maar om te keren. Bij stereo is het gevolg echter dat de twee beeldjes verwisseld op de filmstrook verschijnen. Het is dan ook meestal nodig de beeldjes los te knippen.

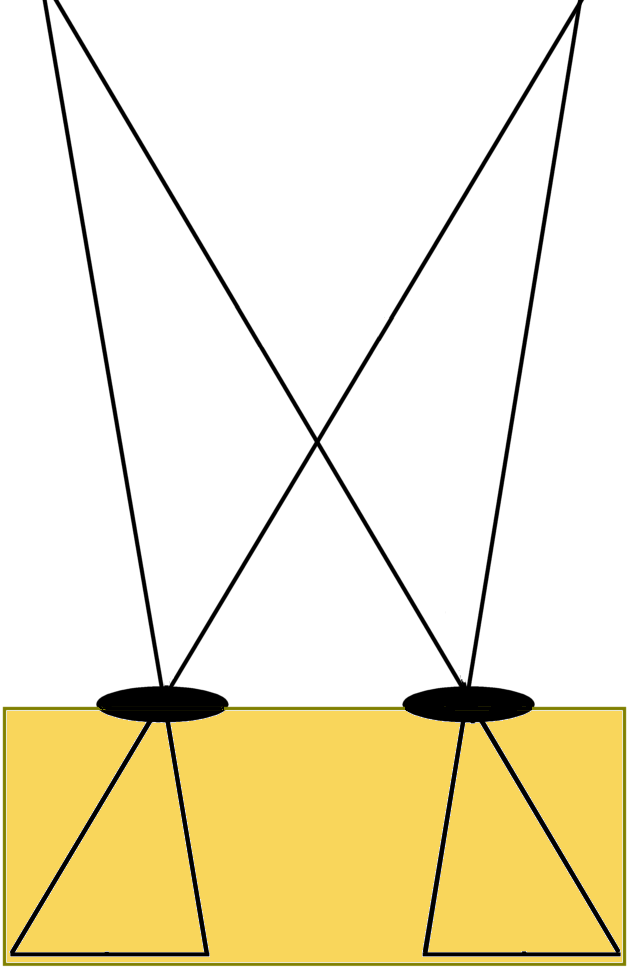
Afb 3

Een stereocamera ziet u in afbeelding 3. In principe is een stereocamera twee gewone camera's naast elkaar in één behuizing. In de tekening ziet u echter dat de separatie tussen de twee beeldvensters iets groter is dan de separatie tussen de objectieven. Hierdoor wordt bereikt dat het schijnraam op de juiste plaats komt. Trekt men rechte lijnen van de beeldvensters door de objectieven, dan snijden die lijnen elkaar op een korte afstand. Deze is ongeveer drie meter. Dit is de afstand waarop we meestal het schijnraam plaatsen. Het is verstandig erop te letten dat er niets in beeld komt dat zich dichterbij bevindt.
Maakt men foto's met twee identieke camera's, dan komt het schijnraam niet goed te liggen. Dat is te verhelpen door een strookje van de beeldjes af te knippen: aan de linkerkant van het linkerbeeld en aan de rechterkant van het rechterbeeld. Het gevolg daarvan kan zijn dat het venster in gewone diaraampjes te groot is.

## Stereoscoop

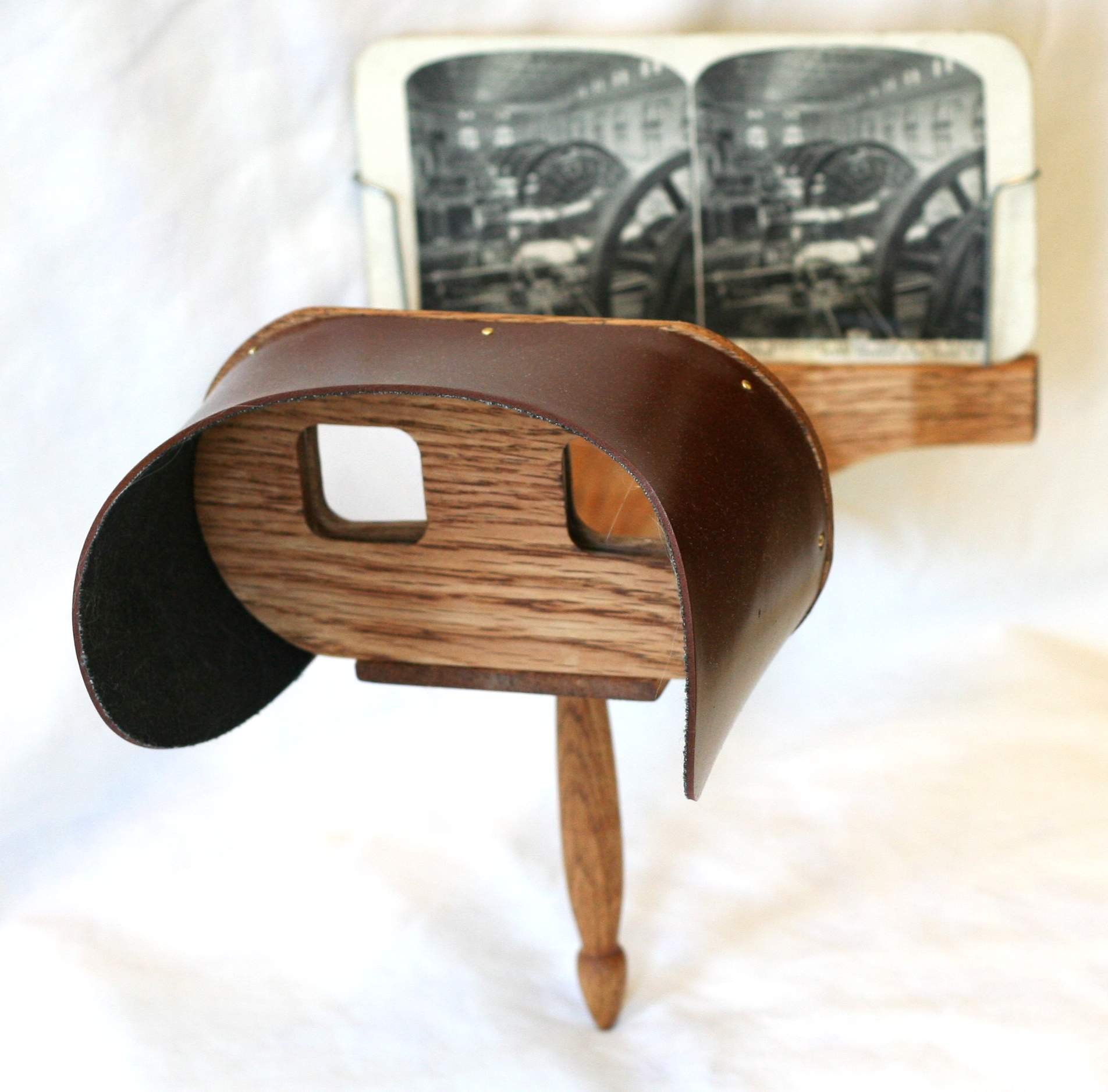
De bekendste stereoscoop, vooral gebruikt in de 19e eeuw.

Meestal wordt een stereofoto bekeken in een stereoscoop. Dat is een kastje waarin zich twee oculairen bevinden. De brandpuntsafstand van de oculairen behoort gelijk te zijn aan de afstand tussen de oculairen en de foto's. De lichtstralen van een bepaald punt op de foto treden dan evenwijdig uit de oculairen.
Het ligt voor de hand te denken dat het plezierig is als de separatie tussen de oculairen, net als bij een verrekijker, kan worden aangepast aan de oogafstand. Dit leidt echter tot problemen als de separatie tussen de twee beeldjes niet mee verandert. Het is beter als de oculairen groot genoeg zijn, zodat iedereen, ongeacht de oogseparatie, door beide oculairen kan kijken. De lichtstralen komen, zoals gezegd, evenwijdig uit de oculairen, zodat het niet uitmaakt of men door het midden of door de rand van een oculair kijkt.

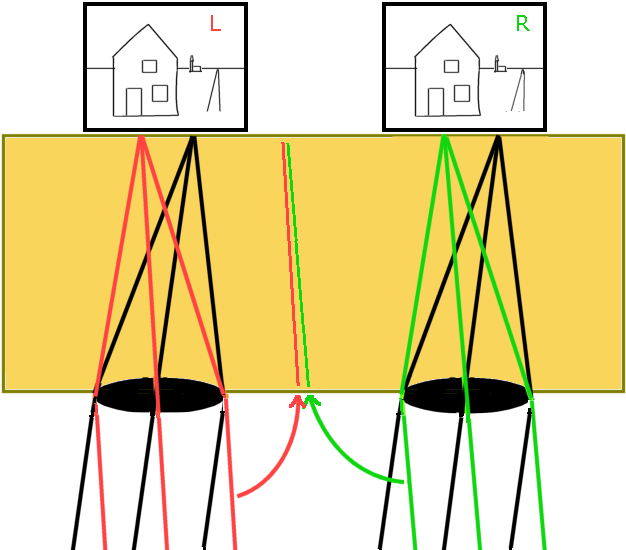
Afb 4

In afbeelding 4 is een stereoscoop getekend. Voor de duidelijkheid is de stereotekening, die eigenlijk verticaal in de stereoscoop hoort te zitten, achter de stereoscoop neergelegd. De zwarte lijnen zijn de lichtstralen die afkomstig zijn van de kerktoren in het oneindige. De separatie van de punten op de dia's (de beginpunten van de stralen) is gelijk aan de separatie van de oculairen. De stralen uit het linkeroculair zijn daardoor evenwijdig aan de stralen in het rechteroculair. De ogen gaan dus evenwijdig staan en zien het object inderdaad in het oneindige.

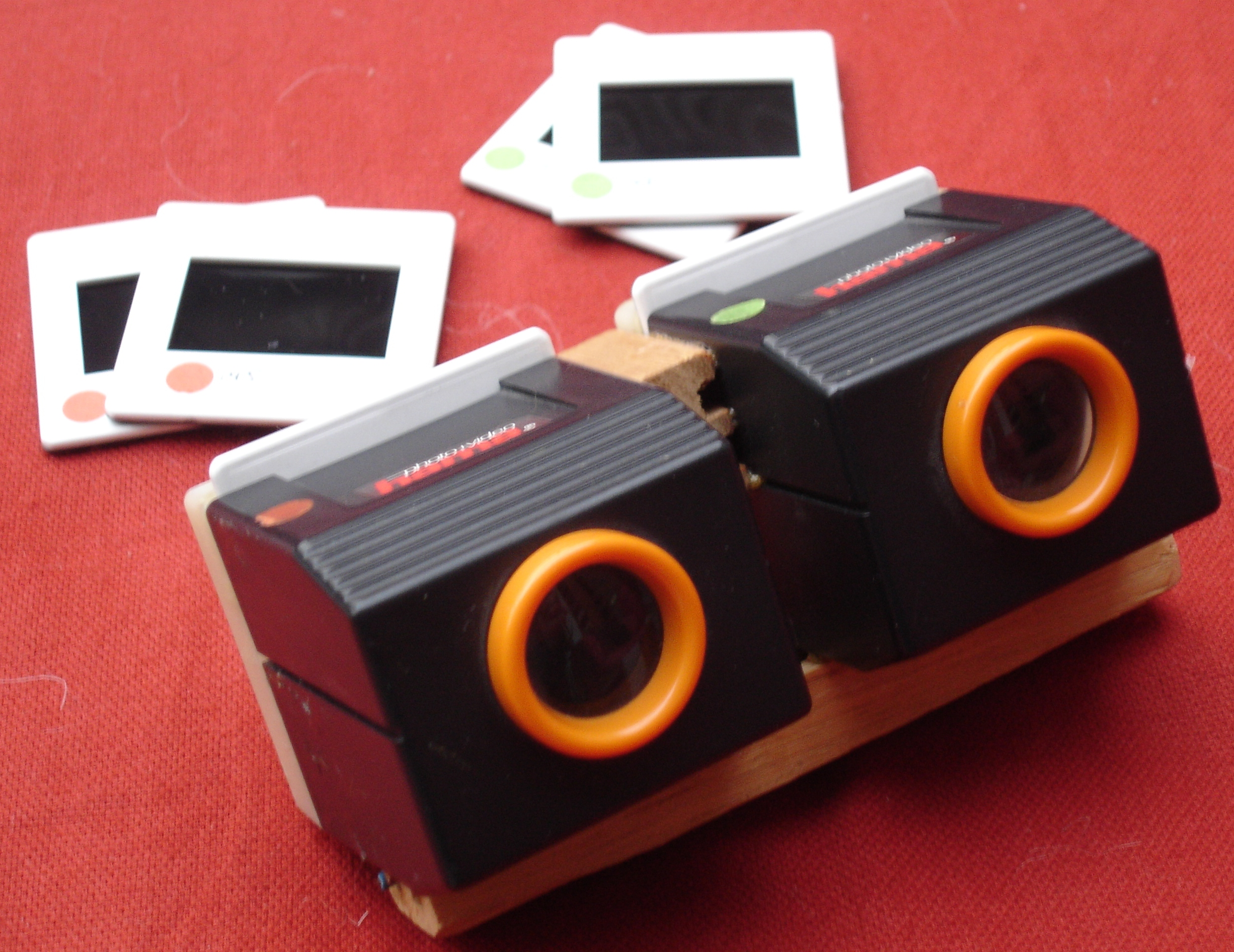
Eenvoudige stereoscoop, gemaakt door twee goedkope diaviewertjes op een plankje te lijmen. Doordat de twee viewers identiek zijn en de diaraampjes ook, is de separatie van de oneindigpunten eigenlijk te groot.

De rode en groene stralen komen van het huis, dat zich dichterbij bevindt. De separatie op de dia's (tussen het beginpunt van de rode stralen en de groene stralen) is nu kleiner. De rode stralen treden evenwijdig uit het oculair en de groene stralen ook (het maakt dus niet uit of men door het midden of door de rand van het oculair kijkt), maar de rode stralen zijn niet evenwijdig aan de groene. De ogen moeten iets naar elkaar toegericht worden, net als wanneer men in het echt een punt fixeert dat zich dichtbij bevindt.
In deze afbeelding hebben we een rode en een groene straal gekopieerd en (zie de pijlen) midden in de stereoscoop naast elkaar gelegd, zodat goed zichtbaar is dat ze inderdaad niet evenwijdig zijn.
Het schijnraam moet zich, zoals gezegd, nóg dichterbij bevinden. De separatie tussen de kaders van de twee beeldjes is dus minder dan de separatie tussen de oculairen. 
Is de separatie tussen de beeldjes te groot, dan moet men de ogen laten divergeren (uit elkaar draaien) om de twee beeldjes samen te kunnen zien. De meeste mensen zijn daartoe niet in staat en bovendien is het onnatuurlijk. Deze situatie moet dus beslist vermeden worden. Een te kleine separatie is eigenlijk ook niet goed, maar minder erg - men ziet dan alles dichterbij, een kijkdooseffect.

## Stereocamera als stereoscoop
Op het eerste gezicht lijkt een stereocamera veel op een stereoscoop. Het is zelfs zo dat de brandpuntsafstand precies goed is, want voor het beste effect moeten de oculairen van een stereoscoop dezelfde brandpuntsafstand hebben als de objectieven van de camera (tenminste als de originele film, zonder vergroting of verkleining, wordt gebruikt).
Het is inderdaad mogelijk de camera als stereoscoop te gebruiken. Men moet dan de achterwand verwijderen, de sluiters openzetten en een lichtbron toevoegen. Men kan echter niet de oorspronkelijke onversneden film gebruiken. De beeldjes moeten namelijk worden verwisseld, en bovendien moet de separatie tussen de beeldjes in de stereoscoop minder zijn dan bij de opname.